# Греъм Браун
Греъм Браун (на английски: Graham Edward Brown) е американски писател, автор на бестселъри в жанра трилър.

## Биография и творчество
Греъм Браун е роден през 1969 г. в Чикаго, САЩ. Израснал е в Илинойс, Кънектикът и Пенсилвания, местейки се често със семейството си. Учи в аеронавигационния университет „Embry-Riddle“ в Прескот, Аризона и получава диплома по аеронавигация. Докато е в университета среща бъдещата си съпруга. След завършването си работи като пилот.
После учи в Юридическия факултет на Университета на Аризона в Темпи (1996 – 1999 г.), където завършва с диплома по право. След завършването си работи като адвокат в Ривърсайд, Калифорния, а по-късно става изпълнителен директор на фирма в областта на здравеопазването.
Голям фен на Клайв Къслър, Майкъл Крайтън, Стивън Кинг и на телевизионни филми като „Досиетата X“ и „Изгубени“, Греъм решава, че не е имал достатъчно различни кариери и решава да стане писател.
През януари 2010 г. излиза първият му мистериозен техно-трилър „Черният държд“ от поредицата „Даниел Лейдлоу“. В романа герои са младата и атрактивна Даниел Лейдлоу – оперативен агент на правителството, Хукър – неин наставник и бивш наемник на ЦРУ, и университетския професор МакКартър. През септември 2010 г. излиза втората книга от поредицата „Черното слънце“. Свързани с тайните на маите и техния „апокалиптичен“ календар, романите му веднага стават бестселъри.
През 2010 г. Браун е поканен от писателя Клайв Къслър да му бъде съавтор в продължението на серията романи от поредицата „Досиетата НУМА“. Поредицата стартира през 1999 г. в съавторство на Клайв Къслър с Пол Кемпрекос. В тях главен герой е Кърт Остин, шеф на Специалния отряд към НАМПД (NUMA), който се бори с тероризма и престъпните босове.
Деветият роман от поредицата „Devil's Gate“ излиза през 2011 г., и като другите книги от серията, веднага става бестселър. Той е №5 в списъка на „Ню Йорк Таймс“ за годината.
В самия край на 2012 г., веднага след като преживява „края на света“, Браун издава третия роман от поредицата „Даниел Лейдлоу“ – „Eden Prophecy“. Този път опасностите идват от Близкия изток и тайните на древните шумери.
Браун живее със съпругата си Трейси Латкович (вицепрезидент по продажбите на търговска фирма) в Тусон, Аризона. Обича да лови риба, да играе голф (игрището е до къщата им) и да кара ски през зимата.

## Произведения

### Самостоятелни романи
- The Gods of War (2014) – със Спенсър Ж. Ендрюс

### Серия „Даниел Лейдлоу“ (Danielle Laidlaw)
1. Black rain (The Mayan Conspiracy) (2010)
Черният дъжд, изд.: ИК „Бард“, София (2011), прев. Крум Бъчваров
2. Black sun (Doomsday) (2010)
Черното слънце, изд.: ИК „Бард“, София (2011), прев. Крум Бъчваров
3. Eden Prophecy (2012)

### Серия „Досиетата „НУМА – Кърт Остин“ (NUMA Files – Kurt Austin) – с Клайв Къслър
началото на серията е поставено през 1999 г. от Клайв Къслър в съавторство с Пол Кемпрекос и до романа „Black Wind“ има още 8 произведения.
9. Devil's Gate (2011)
 Портата на дявола, изд. „PRO book“ (2013), прев. Боряна Борисова
10. The Storm (2012)
 Бурята, изд. „PRO book“ (2013), прев. Александър Владовски
11. Zero Hour (2013)
 Часът нула, изд. „PRO book“ (2014), прев. Мариана Христова
12. Ghost Ship (2014)
 Призрачният кораб, изд. „PRO book“ (2014), прев. Емануил Томов
13. The Pharaoh's Secret (2015)
14. Nighthawk (2017)
15. The Rising Sea (2018)
16. Sea of Greed (2018)
17. Journey of the Pharaohs (2020)

### Серия „Сенки“ (Shadows Trilogy) – със Спенсър Ж. Андрюс
1. Shadows of the Midnight Sun (2013)
2. The Half Life (2015)